# トム・ハーリック
トム・ハーリック（Thom Harinck、1943年12月22日 - ）は、オランダのキックボクシングトレーナー、ドージョー・チャクリキの創始者。ピーター・アーツ、ブランコ・シカティック、ロイド・ヴァン・ダム、ヘスディ・ゲルゲスなど、K-1で活躍した選手達を多数育て上げた。
| スタブアイコン | サブスタブ | この項目は、まだ閲覧者の調べものの参照としては役立たない、スポーツ関係者に関連した書きかけの項目です。この項目を加筆・訂正などしてくださる協力者を求めています（P:スポーツ/PJ:スポーツ人物伝）。 |